# Polhillia
Polhillia es un género de plantas con flores con siete especies perteneciente a la familia Fabaceae.

## Especies
- Polhillia brevicalyx
- Polhillia canescens
- Polhillia connatum
- Polhillia involucratum
- Polhillia obsoleta
- Polhillia pallens
- Polhillia waltersii